# Algèbre de Hecke d'un groupe fini
L'algèbre de Hecke d'un groupe fini est l'algèbre engendrée par les doubles classes HgH suivant un sous-groupe H d'un groupe fini G. C'est un cas particulier d'algèbre de Hecke d'un groupe localement compact.

## Définition
Soient F un corps de caractéristique nulle, G un groupe fini et H un sous-groupe de G. Soit {\displaystyle F[G]} l'algèbre de groupe de G : c'est l'espace des fonctions de G dans F avec la multiplication donnée par convolution. On note {\displaystyle F[G/H]} l'espace des fonctions de {\displaystyle G/H} dans F. Une fonction (à valeurs dans F) sur {\displaystyle G/H} détermine et est déterminée par une fonction sur G qui est invariante sous l'action de H par multiplication à droite. Autrement dit, on a une identification naturelle :
{\displaystyle F[G/H]=F[G]^{H}.}
De même, on a une identification
{\displaystyle R:=\operatorname {End} _{G}(F[G/H])=F[G]^{H\times H}}
définie ainsi : on envoie une application G-linéaire f sur la valeur de f évaluée en la fonction caractéristique de H. Pour chaque double classe {\displaystyle HgH}, soit {\displaystyle T_{g}} sa fonction caractéristique. Alors, les {\displaystyle T_{g}} forment une base de R.

## Application en théorie des représentations
L'algèbre de Hecke R de (G, H) est isomorphe à l'algèbre des endomorphismes de la représentation induite {\displaystyle \operatorname {Ind} _{H}^{G}F} de la représentation triviale de H.